# Lajos Őze
Dans le nom hongrois Őze Lajos, le nom de famille précède le prénom, mais cet article utilise l’ordre habituel en français Lajos Őze, où le prénom précède le nom.
Lajos Őze, né le 27 avril 1935 à Szentes et mort le 21 octobre 1984 à Budapest, est un acteur hongrois. Il est le père de l’acteur Áron Őze (hu).

## Filmographie partielle
- 1955 : Egy pikoló világos de Félix Máriássy
- 1957 : Deux Aveux (Két vallomás) de Márton Keleti
- 1960 : Alázatosan jelentem de Mihály Szemes
- 1960 : Deux étapes de bonheur (Két emelet boldogság) de János Herskó
- 1961 : Katonazene d'Endre Marton
- 1961 : Áprilisi riadó de Pál Zolnay
- 1964 : Vingt heures (Húsz óra) de Zoltán Fábri
- 1965 : Mon chemin (Így jöttem) de Miklós Jancsó
- 1966 : Les Sans-Espoir (Szegénylegények) de Miklós Jancsó
- 1966 : Jours glacés (Hideg napok) d'András Kovács
- 1967 : Ezek a fiatalok de Tamás Banovich
- 1967 : Ünnepnapok de Ferenc Kardos
- 1968 : La Pierre lancée (Feldobott kő) de Sándor Sára
- 1968 : A holtak visszajárnak de Károly Wiedermann
- 1969 : Le Témoin (A tanú) de Péter Bacsó[1]
- 1970 : Requiem à la hongroise (N.N., a halál angyala) de János Herskó
- 1970 : Une nuit de folie (Egy őrült éjszaka) de Ferenc Kardos
- 1970 : Gyula vitéz télen-nyáronde Lauró István Bácskai
- 1970 : Mindannyiotok lelkiismerete megnyugodhat… de János Dömölky
- 1971 : Madárkák de Géza Böszörményi
- 1971 : A halhatatlan légiós, akit csak péhovardnak hívtak de Tamás Somló
- 1972 : Emberrablás magyar módra de Zoltán Várkonyi
- 1976 : Le Cinquième Sceau (Az ötödik pecsét) de Zoltán Fábri
- 1982 : Macbeth de Béla Tarr
- 1984 : Szirmok, virágok, koszorúk de László Lugossy

## Distinction
- Prix Kossuth 1990